# Руайе, Валантен
Валантен Руайе (фр. Valentin Royer; род. 29 мая 2001, Нёйи-сюр-Сен) — французский профессиональный теннисист. Победитель трёх турниров ATP Challenger в одиночном разряде; и девяти турниров ITF (7 - в одиночном разряде).

## Общая биография
Валантен родился в семье Квентина и Аделины Руайе. Начал играть в теннис в возрасте четырёх лет. Кумир в мире тенниса - Рафаэль Надаль. Тренировался в Париже, а когда был в Белграде, то в одноимённой академии Янко Типсаревича. Любимое покрытие - грунт,  любимый турнир - Открытый чемпионат Франции. Помимо тенниса увлекается вейкбордингом.

## Спортивная карьера

### Юниорский период
В 2019 году Руайе выиграл чемпионат Европы среди юниоров до 18 лет в одиночном и парном разрядах вместе с Арольдом Майо. В этом же году он достиг своего лучшего 8-го места в юниорском рейтинге ITF.

### 2022-2023: Первый титул ITF и победа над игроком из топ-100
В мае 2022 года Руайе выиграл свой первый титул ITF на грунтовом турнире в Улцине, где победил Самюэля Винсента Руджери в двух сетах.
В сентябре 2023 года Валантен на турнире категории ATP Challenger в Севилье, пройдя квалификацию, во 2-м круге одолел 94-ю ракетку мира Факундо Диаса Акосту в двух сетах, что стало его первой победой над игроком из топ-100 рейтинга ATP. В четвертьфинале он также смог одолеть Тимофея Скатова, прежде чем проиграл французу Кельвину Эмери. Благодаря этому выступлению француз поднялся на 57 позиций вверх.

### 2024: Участие в квалификациях Большого шлема и первый титул ATP Challenger
В апреле 2024 года он вновь дошёл до полуфинала «Челленджера», но опять проиграл. Этим выступлением он обеспечил себе достаточно высокий рейтинг для дебюта в квалификации Большого шлема на Открытом чемпионате Франции 2024 года. Также в мае Руайе вышел в свой дебютный финал турнира категории «Челленджер» в Тунисе, но проиграл Ориолю Роке Баталье. В первом матче квалификации «Ролан Гарроса» он выиграл у Дмитрия Попко. Однако во втором круге проиграл Тьягу Монтейру в трёх сетах. 
На Уимблдонском турнире он проиграл в первом же раунде. В квалификации на Открытый чемпионат США он победил боливийца Уго Деллиена и местного игрока Итана Куинна, а затем проиграл Габриэлю Диалло в финальном отборочном из раунде.
В сентябре Валантен выиграл свой первый титул ATP Challenger в Сибиу, победив в финальном матче соотечественника Луку Павловича, которому отдал лишь 4 гейма: 6-4, 6-0. 

### 2025: Дебют в основе турниров Большого шлема и ATP Тура
В феврале и марте Руайе выиграл два титула ATP Challenger подряд в Кигали, победив Андрея Мартина в конце февраля, и через неделю, в начале марта, Гая ден Аудена в другом финале. В результате он достиг 121-й позиции в мировом рейтинге ATP. В этом же месяце Валантен достиг своего третьего финала «Челленджера» кряду в Задаре, где проиграл Борне Чоричу.
В мае Валантен получил уайлд-кард на Открытый чемпионат Франции, дебютировав на турнире Большого шлема в основной сетке. Он проиграл Даниэлю Элахи Галану в первом раунде. 
В июле Руайе дебютировал на Уимблдонском турнире, попав в основную сетку в качестве квалификационного игрока, победив в финальном раунде Титуана Дроге. В основной сетке француз победил 26-го сеяного Стефаноса Циципаса. Эта победа стала его первой над игроком из топ-30 рейтинга АТР. Во втором раунде он проиграл Адриану Маннарино. Следом Руайе дебютировал в основе ATP Тура, пройдя квалификацию на Открытый чемпионат Канады в Торонто. Он проиграл в первом раунде канадцу Николасу Арсено. 
В августе француз одержал свою первую победу в основе ATP на турнире в Цинциннати, в качестве квалификационного игрока, победив Себастьяна Офнера. Далее он потерпел поражение от четырнадцатого сеяного Карена Хачанова.
Он дебютирует за счёт уайлд-карда в основной сетке на Открытом чемпионате США 2025 года.

## Рейтинг на конец года
| Год  | Одиночный рейтинг | Парный рейтинг |
| 2024 | 197               | 964            |
| 2023 | 276               |                |
| 2022 | 332               | 841            |
| 2021 | 550               | 1110           |
| 2020 | 655               | 1360           |
| 2019 | 821               |                |

## Выступления на турнирах

### Финалы турнировATPв одиночном разряде (0)

#### Победы (0)
| Легенда                     |
| --------------------------- |
| Турниры Большого шлема (0)* |
| Итоговый турнир ATP (0)     |
| ATP Мастерс 1000 (0)        |
| АТР 500 (0)                 |
| АТР 250 (0)                 |

| Титулы по покрытиям | Титулы по месту проведения матчей турнира |
| ------------------- | ----------------------------------------- |
| Хард (0)*           | Зал (0)                                   |
| Грунт (0)           | Зал (0)                                   |
| Трава (0)           | Открытый воздух (0)                       |
| Ковёр (0)           | Открытый воздух (0)                       |

* количество побед в одиночном разряде.
| № | Дата | Турнир | Покрытие | Соперник в финале | Счёт |

### Финалы челленджеров и фьючерсов в одиночном разряде (19)

#### Победы (10)
| Титулы           |
| Челленджеры (3)* |
| Фьючерсы (7)     |

| Титулы по покрытиям | Титулы по месту проведения матчей турнира |
| ------------------- | ----------------------------------------- |
| Хард (4)*           | Зал (0)                                   |
| Грунт (6+2)         | Зал (0)                                   |
| Трава (0)           | Открытый воздух (10)                      |
| Ковёр (0)           | Открытый воздух (10)                      |

* количество побед в одиночном разряде + количество побед в парном разряде.
| №   | Дата             | Турнир                              | Покрытие | Соперник в финале       | Счёт           |
| 1.  | 15 мая 2022      | Улцинь, Черногория                  | Грунт    | Самюэль Винсент Руджери | 6-2 6-2        |
| 2.  | 9 июля 2022      | Формиджине, Италия                  | Грунт    | Франческо Форти         | 3-6 6-3 6-4    |
| 3.  | 12 февраля 2023  | Вила-Реал-ди-Санту-Антониу, Испания | Хард     | Габриэль Пираино        | 7-5 4-6 6-3    |
| 4.  | 18 июня 2023     | Рабат, Марокко                      | Грунт    | Педро Роденас           | 5-7 7-6(5) 6-2 |
| 5.  | 29 октября 2023  | Ираклион, Греция                    | Хард     | Мэттью Уильям Дональд   | 6-1 6-1        |
| 6.  | 3 декабря 2023   | Ираклион, Греция                    | Хард     | Жюль Мари               | 6-3 7-5        |
| 7.  | 31 марта 2024    | Кальяри, Италия                     | Хард     | Нино Сердарушич         | 6-3 6-3        |
| 8.  | 22 сентября 2024 | Сибиу, Румыния                      | Грунт    | Лука Павлович           | 6-4 6-0        |
| 9.  | 1 марта 2025     | Кигали, Руанда                      | Грунт    | Андрей Мартин           | 6-1 6-2        |
| 10. | 9 марта 2025     | Кигали, Руанда                      | Грунт    | Гай ден Ауден           | 6-2 6-4        |

#### Поражения (9)
| №  | Дата             | Турнир              | Покрытие | Соперник в финале        | Счёт           |
| 1. | 10 ноября 2019   | Эль-Кувейт, Кувейт  | Хард     | Марко Тепавац            | 4-6 4-6        |
| 2. | 20 июня 2021     | Грас, Франция       | Грунт    | Альваро Лопес Сан Мартин | 6-7(6) 5-7     |
| 3. | 27 сентября 2021 | Фалун, Швеция       | Хард     | Синтаро Имаи             | 6-2 6-7(2) 2-6 |
| 4. | 10 апреля 2022   | Анталья, Турция     | Грунт    | Хамад Меджедович         | 3-6 2-6        |
| 5. | 22 мая 2022      | Улцинь, Черногория  | Грунт    | Самэль Винсент Руджери   | 7-6(2) 1-6 5-7 |
| 6. | 15 октября 2023  | Тавира, Португалия  | Хард     | Энрике Роша              | 4-6 4-6        |
| 7. | 18 мая 2024      | Тунис, Тунис        | Грунт    | Ориоль Рока Баталья      | 6-7(5) 5-7     |
| 8. | 23 марта 2025    | Задар Хорватия      | Грунт    | Борна Чорич              | 6-3 2-6 3-6    |
| 9. | 15 июня 2025     | Братислава Словакия | Грунт    | Дино Прижмич             | 4-6 6-7(6)     |

### Финалы фьючерсов в парном разряде (3)

#### Победы (2)
| №  | Дата             | Турнир           | Покрытие | Партнёр        | Соперники в финале             | Счёт           |
| 1. | 26 сентября 2020 | Мелилья, Испания | Грунт    | Хольгер Руне   | Макс Хаукес Хосе Видаль Асорин | 7-5 6-3        |
| 2. | 7 августа 2021   | Питешти, Румыния | Грунт    | Цзэн Чжуньсинь | Корентен Денолли Клеман Табюр  | 4-6 6-2 [10-8] |

#### Поражения (1)
| №  | Дата        | Турнир             | Покрытие | Партнёр      | Соперники в финале               | Счёт           |
| 1. | 21 мая 2022 | Улцинь, Черногория | Грунт    | Цезарь Крету | Иван Лютеревич Марселло Серафини | 6-4 1-6 [6-10] |